# Бузанчич, Борис
Борис Бузанчич (хорв. Boris Buzančić; 13 марта 1929, Бьеловар — 9 октября 2014) — югославский и хорватский актёр и политик; в 1990—1993 годах занимал пост градоначальника Загреба. Он был первым мэром Загреба в истории независимой Хорватии.

## Биография
Сниматься в кино Бузанчич начал ещё в молодости и сыграл большое количество ролей. Преимущественно играл роли людей, имеющих власть, особенно в фильмах, посвящённых Второй мировой войне. Однако, одна из наиболее запоминающихся его ролей — остроумный мэр Сплита Дотур Вице в популярном телесериале «Velo misto». По иронии судьбы в 1990 году Бузанчич и сам стал мэром — первым градоначальником Загреба в независимой Хорватии. На этот пост от избрался от Хорватского демократического содружества. Бузанчич занимал этот пост до 1993 года, а в 1992 году был избран в Хорватский Сабор (второй созыв), в котором проработал до 1995 года.
После 1995 года он вернулся к работе в кино. Две из его ролей — Яков в комедии 1999 года «Маршал» и профессор Крунослав Мирич в сериале 2002 года «Земля обетованная» — были вдохновлены реальными прототипами — Тито и Туджманом.

## Фильмография
- 1952 — Цигули Мигули — председатель Союза молодёжи
- 1954 — Концерт — председатель Союза молодёжи
- 1956 — Осада
- 1957 — Это было не зря
- 1957 — Эта песня завоёвывает всё
- 1958 — У нашего Мартина
- 1958 — Кровь на 148 км — журналист Борис
- 1959 — Стеклянная крыша — журналист Борис
- 1959 — Ночи и утра — Хуса
- 1960 — Крокодил
- 1960 — Партизанские истории
- 1960 — Улица без выхода
- 1960 — Курир Тончи — Труба
- 1960 — Суд над ослиной тенью
- 1961 — Третьи пришли
- 1961 — Новое платье короля — священник
- 1961 — Авантюрист у дверей — человек в красочном жилете
- 1962 — Встретимся вечером
- 1963 — Кандидат смерти
- 1963 — В конфликте
- 1964 — Призраки
- 1964 — Слепой трек
- 1964 — Елизавета Английская
- 1964 — Ноктюрн в Гранд-отеле
- 1964 — Каникулы в Сен-Тропе — Хулио
- 1967 — Протест — начальник юридической конторы
- 1967 — Когда вы думаете о счастье
- 1967 — Китайская стена
- 1967 — Кравата у шареном излогу
- 1968 — Агент из Вадуца
- 1968 — Для его же блага
- 1968 — Почтовый ящик
- 1968 — Марафонцы
- 1969 — Когда слышишь колокола — Веко
- 1969 — Любовь и некоторые ругательства — Гиле
- 1970 — Путь в рай
- 1970 — Золотой мальчик
- 1970 — Брак — всегда рискованное дело
- 1970 — На горе растёт зелёная сосна
- 1972 — В сети — Саша Корда
- 1973 — Летний день на острове
- 1973 — Ленин в Африке
- 1973 — Тимон
- 1974 — Капитан Микула Малый
- 1974 — Ужицкая республика — Боро
- 1975 — В момент роста
- 1976 — Ужицкая республика — Боро
- 1976 — Капитан Микула Малый
- 1976 — Клара Домбровская
- 1976 — Лунный мотель
- 1976 — Аничка Думас — Юри
- 1977 — Никола Тесла — Томас Эдисон
- 1978 — Томо Бакран
- 1978 — Игра на двоих
- 1978 — Роко и Цицибела — судья
- 1978 — Усыновление
- 1979 — Живи били па видјели — Бранко Сечан
- 1979 — Четыре сезона
- 1979 — Замедленное движение
- 1979 — Возвращение — Щёр Берто
- 1980 — Тайна Николы Теслы — Роберт Джонсон
- 1980—1981 — Вело мисто — Дотур Вице
- 1981 — Ружьё на заре
- 1982 — Тамбураши
- 1982 — Шантаж
- 1982 — Непокорённый город
- 1984 — Маленькое ограбление поезда — австрийский майор
- 1984 — Гавриил — Гавриил
- 1984 — Летний отдых на юге
- 1985 — Никто не смеётся
- 1987 — Осуждённый — инспектор Сердар
- 1987 — Академия принцесс — Барон фон Доркенбург
- 1987 — Офицер с розой — Франьо Гаструский
- 1989 — Птицы небесные
- 1989 — Лео и Бригита — Лео
- 1989 — Операция «Барбаросса» — профессор Гаврич
- 1996 — Не забывай меня — Лео
- 1997 — Русское мясо
- 1999 — Маршал — Яков
- 1999 — Четвероред
- 2002 — Земля обетованная — профессор Крунослав Мирич